# Ічалківське сільське поселення
Іча́лківське сільське поселення (рос. Ичалковское сельское поселение) — муніципальне утворення у складі Ічалківського району Мордовії, Росія. Адміністративний центр та єдиний населений пункт — село Ічалки.

## Населення
Населення — 2437 осіб (2019, 2683 у 2010, 2979 у 2002).